# Bertran de Pinós
Bertran de Pinós (Catalunya, segle xiv). Escrivà i protonotari. Era fill, segurament il·legítim de Pere Galceran II de Pinós.
Iniciador de la línia de l'escrivà. Fou cortesà de Pere IV el Cerimoniós. El 1350 elrei li concedí l'escrivanía de Perpinyà. L'acompanyà al Setge d'Alguer de 1354-55. Redactà aleshores els convenis de pau amb el rebel jutge d'Arborea. El 1376 fou armat cavaller en consideració a la seva ascendència i als serveis prestats tant en l'administració civil com en les guerres de Mallorca, Castella i Sardenya. El rei li vengué el castell de Magallón (1378) i els castells i llocs de l'Arboç, Cambrils i Mont-roig en franc alou (1381) i censals morts sobre les rendes de Morella, sobre el dret de la quema de València i Aragó i sobre les rendes de Mallorca (1381-82). Fou pare de Bernat de Pinós.